# Emo (genere musicale)
Il termine emo (o emo-core) si riferisce ad un genere musicale inizialmente compreso all'interno del punk rock, di cui è considerato un sottogenere. Si differenzia principalmente dal post-hardcore per la presenza di una maggiore melodia, orientate verso l'indie rock e il pop punk e per la voce dei cantanti che sembra quasi un pianto o un urlo.
Di fondamentale importanza per la genesi dello stile furono gli Hüsker Dü con il loro album Zen Arcade pubblicato nel 1984 e i Naked Raygun con Throb Throb del 1985. Questi lavori, sebbene siano comunque per la gran parte etichettabili come hardcore punk, si diversificarono dal sound hardcore più grezzo e violento udito sino ad allora, e contenevano una maggiore attenzione sia ai testi che alla tecnica musicale, influenzando moltissimo la scena musicale di Washington, tanto che fu proprio in questa zona che venne usato per la prima volta il termine emo per definire band in sostanza sempre hardcore, ma con sonorità più melodiche e ricche. I nomi più significativi sono Rites of Spring, Embrace (il gruppo di Ian MacKaye precedentemente leader dei Minor Threat; successivamente fonderà insieme al cantante dei Rites of Spring i Fugazi, band anch'essa di grande importanza per l'emo sul finire degli anni ottanta), One Last Wish, Gray Matter, Fire Party e poco dopo Moss Icon e i The Hated. La prima ondata emo iniziò a scemare con lo scioglimento nei primi anni novanta di molte delle band citate.
A metà anni novanta, il termine emo iniziò ad essere usato per indicare la scena musicale indie influenzata appunto dai Fugazi con sonorità quindi marcatamente pop punk e indie rock. Gruppi come Sunny Day Real Estate e Texas Is the Reason interpretarono il lato più emo dell'indie rock, un lato più melodico e meno caotico del suo predecessore. La scena "indie-emo" sopravvisse fino alla fine degli anni novanta, quando molte band appartenenti ad essa si sciolsero o indirizzarono la propria musica verso territori più mainstream.
Come fecero le ultime band indie-emo, anche i gruppi formatisi agli inizi degli anni 2000 strizzarono l'occhio al mainstream, creando uno stile musicale che ha introdotto il termine emo nella cultura popolare. Esponenti della terza ondata, anche chiamata emo-pop, sono stati Jimmy Eat World (già attivi durante la seconda ondata), Paramore, My Chemical Romance e Fall Out Boy.
Se in passato il termine emo era usato per descrivere una grande varietà di band, ai giorni nostri il termine ha assunto un significato ancora più ampio, non necessariamente indicativo di un preciso genere musicale.

## Storia

### La prima ondata: l'emotional hardcore (1985-1994)
Nel 1985, a Washington, Ian MacKaye e Guy Picciotto, veterani della scena hardcore locale, decisero di prendere le distanze dalla crescente "violenza musicale" dei gruppi componenti il loro contesto musicale. Decisero di portare la propria musica su un livello più personale, abbracciando la sperimentazione e dando vita a due distinti gruppi: gli Embrace di MacKaye e i Rites of Spring di Picciotto. Il nuovo sound era il risultato di un crescente spirito di sperimentazione ed innovazione musicale e l'estate del 1985 viene tuttora ricordata nella scena musicale con il nome di "Revolution Summer". Questa prima ondata di gruppi definiti con il termine emo viene considerata appartenente alla corrente chiamata emotional hardcore.

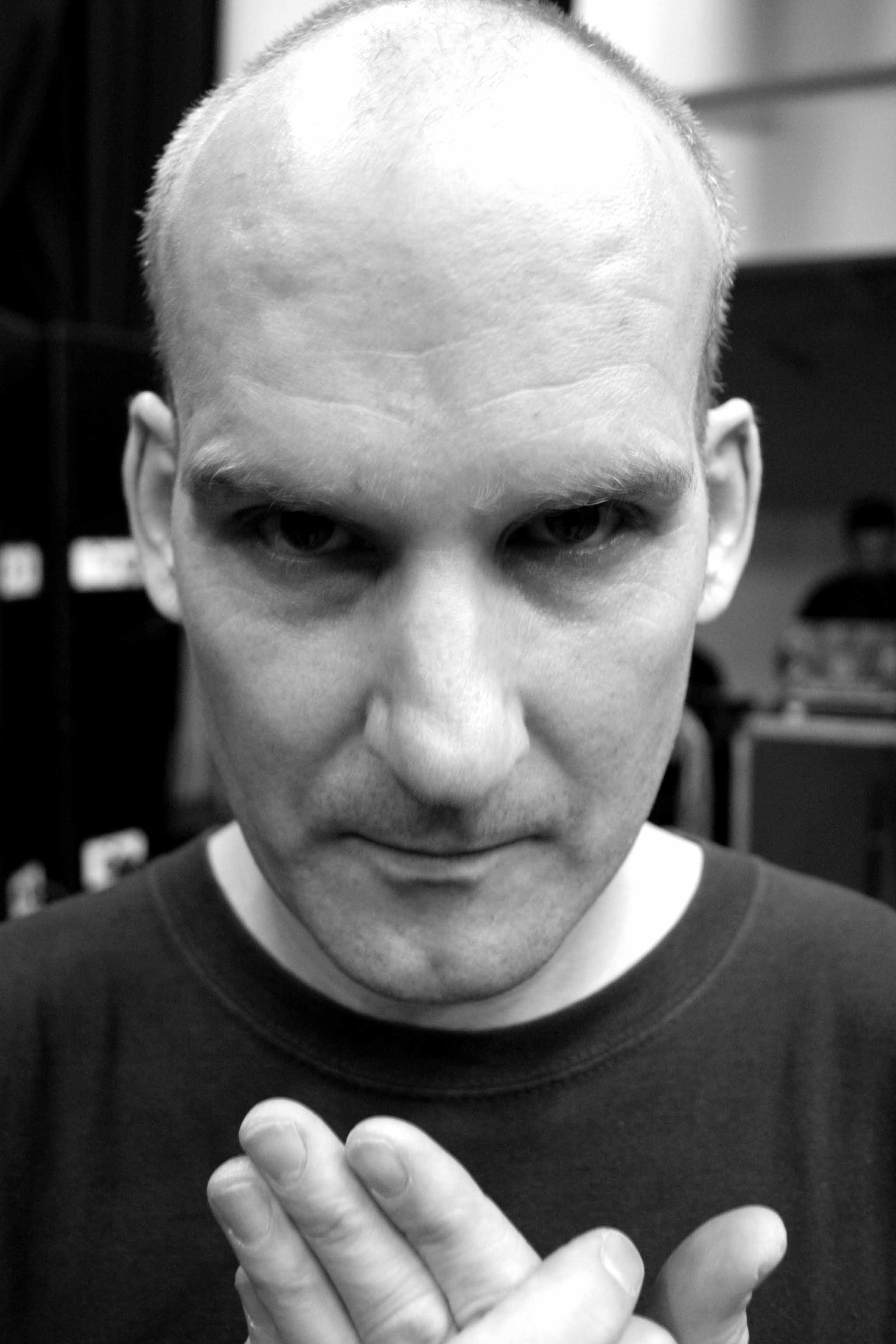
Ian MacKaye, fondatore degli Embrace, una delle prime band emo.

In breve tempo, il neonato stile influenzò molti gruppi (in particolare Moss Icon, Nation of Ulysses, Dag Nasty, Shudder to Think, Fire Party, Marginal Man e Gray Matter, molte delle quali incisero i propri dischi per l'etichetta indipendente di Ian MacKaye, la Dischord Records). L'ondata iniziale del DC emo terminò nel tardo 1994 con lo scioglimento degli Hoover.
L'origine del termine emo è ancora incerta, tuttavia i membri dei Rites of Spring lo utilizzarono nel 1985 in una intervista al Flipside Magazine, riferendo che numerosi fan avevano iniziato ad utilizzare tale termine per descrivere la loro musica.
Anche altre scene svilupparono un sound simile a quello di Washington. Nei primi anni novanta a San Diego, la Gravity Records realizzò diversi dischi hardcore emo. Le band più significative di quella scena furono Heroin, Indian Summer, Angel Hair, Antioch Arrow e Mohinder.
Contemporaneamente, anche a New York e nel New Jersey, band come Native Nod, Merel, 1.6 Band, Rye Coalition e Quicksand stavano percorrendo la stessa direzione. Molte di queste band si "riunirono" ideologicamente nella scena dei club ABC No Rio e CBGB. Molte di queste forme di musica emo, in particolare la scena di San Diego, iniziarono ad evolvere verso territori più caotici ed aggressivi, dando origine allo screamo.
In gran parte, il lato più hardcore dell'emo iniziò a dissolversi con lo scioglimento di molte delle band citate. Nonostante ciò, tuttora alcune band come Circle Takes the Square, Hot Cross, City of Caterpillar, Funeral Diner e A Day in Black and White continuano a riflettere lo stile emo originario.
Nel frattempo, dallo scioglimento degli Embrace e dei Rites of Spring nascevano i Fugazi che, sebbene non si siano mai definiti emo, hanno esercitato una grossa influenza sulla seconda ondata emo. La band post-hardcore di MacKaye e Picciotto è infatti citata come ispiratrice di molti gruppi di grande importanza nella "seconda ondata" emo, come Sunny Day Real Estate, Braid e Jimmy Eat World.

#### Prime influenze emo
In California, in particolare nella Bay Area, band come Jawbreaker e Samiam cominciarono a miscelare l'influenza della scena di Washington con il pop punk.
Nell'album Bivouac dei Jawbreaker, il cantante Blake Schwarzenbach evolse il tradizionale timbro vocale hardcore verso direzioni più melodiche.
Anche nei primi anni novanta questa tendenza continuò a manifestarsi con band come i Lifetime. La loro musica infatti è spesso classificata come emo oppure melodic hardcore punk. In risposta alla svolta verso le influenze metal che alcune band hardcore come The Exploited o Charged GBH stavano prendendo, i Lifetime decisero inizialmente di addolcire e rallentare il proprio suono, salvo successivamente evolvere nuovamente verso una musica più veloce ed aggressiva.

### Seconda ondata (1994-2000)

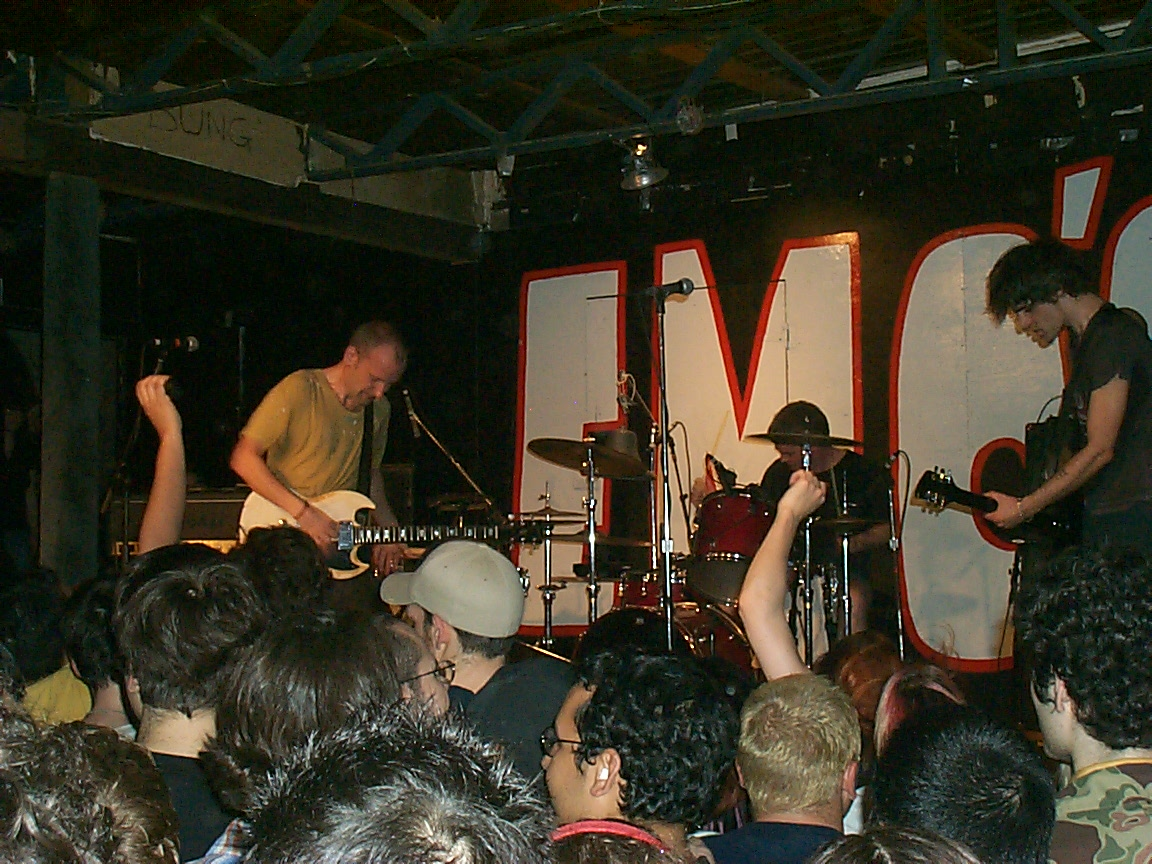
I Fugazi, band post-hardcore molto influente per l'emo, in concerto nel 2002.

Ripercorrendo la crescente popolarità dei Fugazi nuovi gruppi stavano emergendo, miscelando influenze proprio della band di MacKaye e Picciotto con il post-punk di Mission of Burma e Hüsker Dü.
Il momento chiave fu la realizzazione dell'album Diary dei Sunny Day Real Estate nel 1994 uscito per la Sub Pop. Il supporto della etichetta consentì al gruppo di partecipare al The Jon Stewart Show. L'album ottenne un grande interesse nazionale.
Molte persone, soprattutto grazie all'esposizione ottenuta dal gruppo sulla nascente Internet, cominciarono ad identificare i Sunny Day Real Estate con il termine emo, ancor più di quanto fatto con i Fugazi. Cominciò a diffondersi anche il termine emocore. Successivamente però venne riconosciuta una distinzione nella scena tra l'"emocore" dei primi periodi e questo nuovo "indie emo" con evidenti influenze grunge vista la provenienza della band da Seattle.
Negli anni a seguire cominciarono a mettersi in luce per il crescente successo dell'emo diverse località. La più significativa fu nel Midwest a metà degli anni novanta. Da citare band come Boy's Life, Christie Front Drive e Cap'n Jazz. Queste band andarono a formare la scena detta Midwest emo che qualche anno più tardi avrebbe influenzato gruppi di fama internazionale come Braid, Elliott e The Get Up Kids.
Anche l'area di Phoenix (Arizona) divenne importante per l'emo. Ispirati dai Fugazi e soprattutto da Sunny Day Real Estate e dal midwest emo di Christie Front Drive e Boy's Life, i Jimmy Eat World iniziarono ad influenzare la propria musica con elementi emo, realizzando nel 1996 l'album Static Prevails. L'album fu il primo realizzato per una major discografica, in particolare la Capitol Records con cui la band avevano firmato un contratto nel 1995.

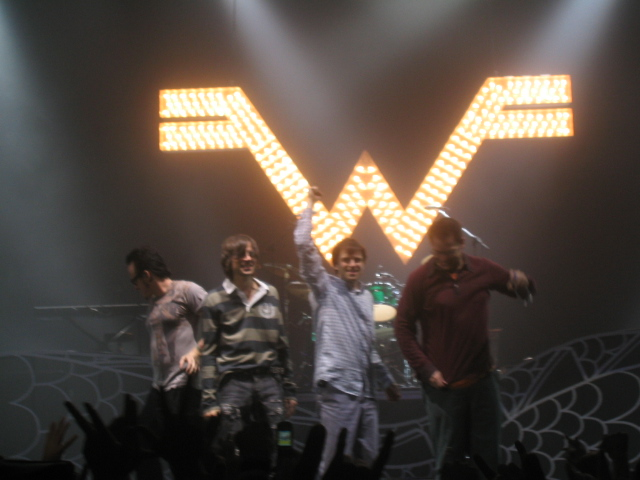
I Weezer, una delle più importanti band della seconda ondata

Altre band che seguirono il modello "indie emo" furono i newyorkesi Texas Is the Reason, i Rainer Maria da Madison (WI), i californiani Knapsack, i Mineral di Austin, i Piebald e Jejune di Boston. Con la diffusione dell'"indie emo", alcuni album che poco avevano a che fare con il genere fondato anni prima da Rites of Spring ed Embrace furono etichettati con il termine emo. Un esempio è Pinkerton degli Weezer, uscito nel 1996 e considerato l'album emo più importante e influente della fine degli anni novanta.
Con il crescente aumento di popolarità delle band su scala nazionale ed internazionale, emersero anche numerose etichette discografiche indipendenti come la Jade Tree Records, la Saddle Creek e la Big Wheel Recreation. La californiana Crank Records realizzò nel 1997 (Don't Forget to) Breathe, considerata una delle più rilevanti compilation emo degli anni novanta. Questa raccolta includeva brani di The Promise Ring (una delle band emo più famose degli anni novanta), Mineral, Knapsack ed altre importanti band. Nel 1998 la Deep Elm Records realizzò la prima di una serie di compilation intitolate Emo Diares, contenente brani di Jimmy Eat World, Samiam e Jejune. Nel 1999 l'etichetta K-Tel realizzò Nowcore: The Punk Rock Evolution che includeva tra gli altri, brani di Texas Is the Reason, Mineral, The Promise Ring, Knapsack, Braid, At the Drive-In e Jawbox.
Alla fine degli anni novanta la scena emo divenne di rilevanza nazionale e le major cominciarono ad interessarsi alla popolarità del genere. Alla fine del decennio, la parola emo divenne molto utilizzata nell'ambito mainstream. Nell'estate del 1998, il magazine Teen People pubblicò in un proprio numero un articolo che dichiarava l'emo il nuovo "hype" musicale ed individuava nei The Promise Ring la band trainante della scena. La natura indipendente dell'emo fece in modo che molte band appartenenti al genere modificassero il proprio stile per sfuggire alle attenzioni delle major discografiche. Negli anni a seguire infatti i Sunny Day Real Estate con l'album The Rising Tide si indirizzarono verso il rock progressivo, i Jejune verso l'alternative rock, i The Get Up Kids e i The Promise Ring modificarono il loro sound verso il pop punk in ascesa grazie a band come Green Day e Blink-182.
Mentre l'"indie emo" cessava completamente di esistere alla fine del decennio, alcune band come Thursday e Sparta continuarono a seguire il modello originario emo-core dei Fugazi.

### Terza ondata (2000-2010): l'emo-pop

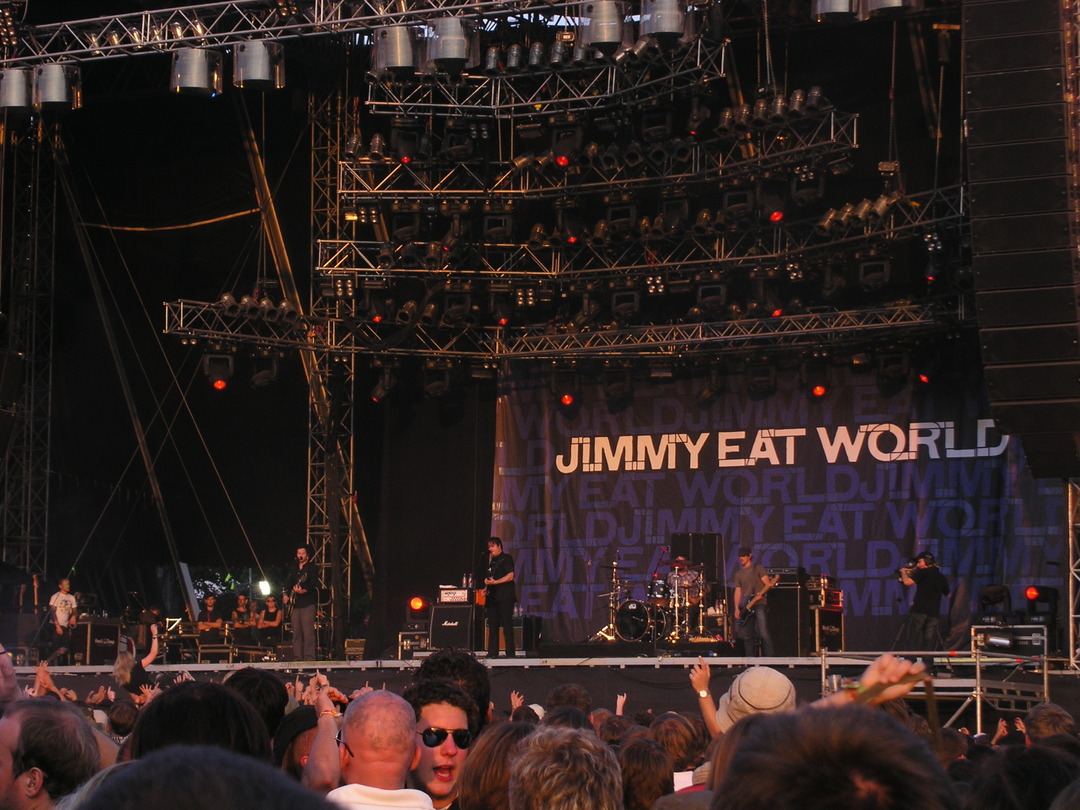
I Jimmy Eat World, band della seconda ondata che ha posto le basi per la terza

All'inizio del 2000 la scena emo sotterranea era quasi completamente scomparsa. Ad ogni modo, il termine emo continuava a circolare, soprattutto perché i mezzi di comunicazione continuavano ad utilizzarlo per identificare le poche rimanenti emo band degli anni novanta come i Jimmy Eat World.
Proprio questi ultimi, alla fine degli anni novanta si mossero in una direzione più mainstream. Nel 2001 realizzarono l'album Bleed American con cui modificarono le influenze emo degli esordi. Nonostante questi cambiamenti il pubblico continuò ad identificare la band con il termine emo. Anche i nuovi gruppi stilisticamente vicini ai Jimmy Eat World furono inclusi nel genere.
Il 2003 vide il successo di Chris Carrabba dei Dashboard Confessional. Proprio questa band diede il via alla vera e propria terza ondata dell'emo, ponendo le basi stilistiche per tutti i gruppi che successivamente godettero di grande successo.
Con il successo di Dashboard Confessional e Jimmy Eat World le major discografiche si lanciarono alla ricerca di gruppi dal suono simile, un po' come era successo nei primi anni novanta con il genere grunge.

#### L'emo nel ventunesimo secolo

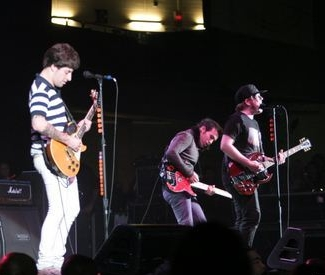
I Fall Out Boy, band della terza ondata dal grande successo commerciale

Più che in passato, l'emo è arrivato a comprendere una moltitudine di band, molte delle quali hanno poco in comune col genere, o quantomeno con la sua prima ondata. Il termine ha assunto un significato così ampio che è diventato difficile descrivere cosa effettivamente intenda. Si tende quindi a definire emo anche gruppi e stili musicali che sono influenzati solo in parte da questo genere, nella sua versione più melodica e che quindi si distacca dall'emo originale. Il sound che viene definito emo presenta decise influenze pop punk ed anche alternative rock. Il termine emo è associato a gruppi come Blessthefall, Thirty Seconds to Mars, A Static Lullaby, Alkaline Trio, Billy Talent, Brand New, Coheed and Cambria, Fall Out Boy, From Autumn to Ashes, Funeral for a Friend, Matchbook Romance, My Chemical Romance, Panic! at the Disco, Paramore, Silverstein, Something Corporate, The All-American Rejects, Taking Back Sunday, The Starting Line, Tokio Hotel e Yellowcard. I fan di alcune di queste band hanno subito preso le distanze da questo termine associato alla musica dei loro beniamini, fornendo lunghe spiegazioni dei motivi per cui tali band non possano essere definite emo.
In alcuni casi, le nuove band emo stanno solo proponendo alla loro maniera l'emo di alcuni anni prima.

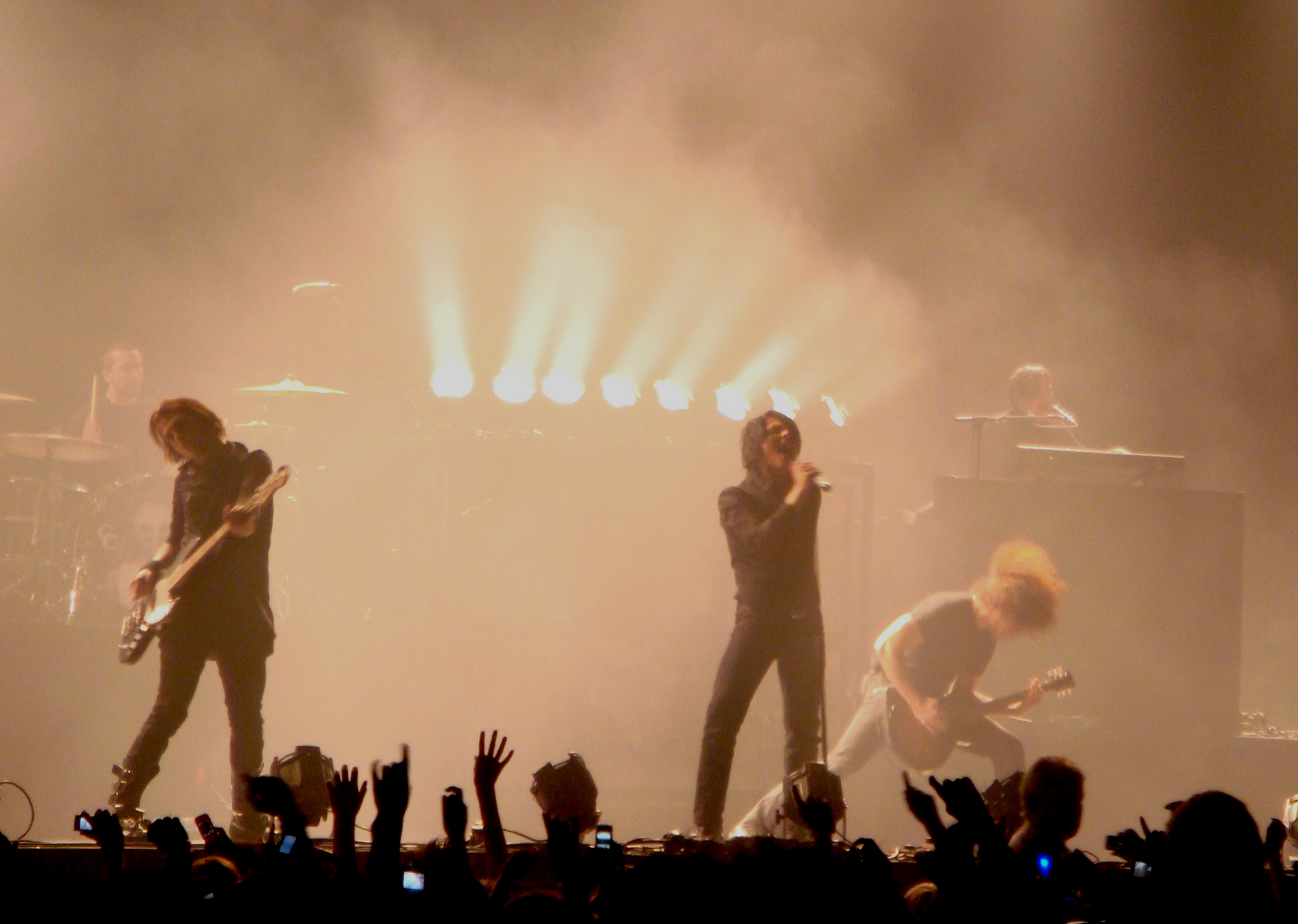
My Chemical Romance, una delle band emocore più celebri della terza ondata

Nel frattempo è cresciuto in popolarità e successo anche lo screamo, sottogenere associato all'emo nato come detto a metà anni novanta grazie a gruppi molto recenti come Alesana, Funeral for a Friend, Taking Back Sunday, My Chemical Romance, Falling in Reverse, Thrice e Finch.
Come risultato di un continuo cambiamento dell'emo negli anni, una seria scissione è venuta a delinearsi tra i sostenitori di determinati periodi dell'emo. Chi è fortemente legato all'hardcore delle origini difficilmente ha apprezzato la svolta indie rock della seconda ondata. Allo stesso tempo è improbabile che i fan di quest'ultima condividano la svolta pop punk e melodica delle band molto note.
Sebbene la terza ondata comprenda quasi esclusivamente influenze e artisti pop punk, alcune band statunitensi quali i Breaking Benjamin hanno la caratteristica di incrociare l'emocore con generi alternative metal, post grunge e addirittura nu metal, ad esempio nel loro album Phobia (2006). Proprio dopo questo album i Breaking Benjamin cominciarono ad essere in parte annoverati tra le band esponenti della terza ondata di emotional hardcore, seppure solo come influenza. Altre band successivamente tesero a rivalutare l'emo con un'influenza alternative metal.

#### Anni 2010: il declino
A partire dagli ultimi anni dall'inizio del 2000, la scena emo ha iniziato a sfaldarsi. Molte delle band che hanno rappresentato questo genere musicale si sono allontanate dalle loro radici emo per avvicinarsi ad uno stile più pop punk; si possono citare ad esempio l'album Danger Days: The True Lives of the Fabulous Killjoys dei My Chemical Romance, i quali si sarebbero sciolti poco tempo dopo; anche i Fall Out Boy e Paramore hanno seguito lo stesso schema, così come i Panic! at the Disco con l'album Too Weird to Live, Too Rare to Die!, dai toni fortemente synth pop.

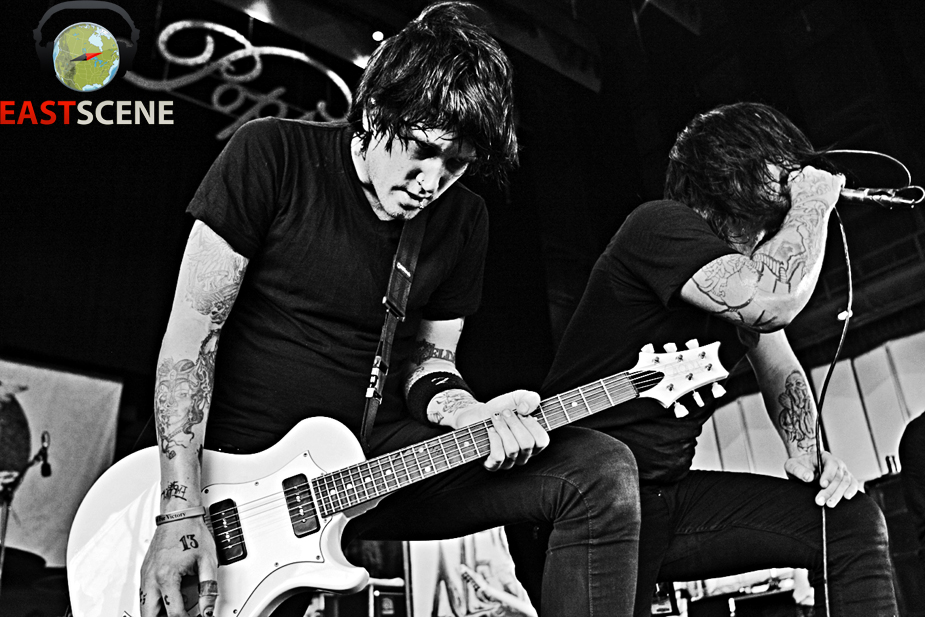
Gli Alesana al Warped Tour del 2010

Gli Alexisonfire, The Academy Is... e Thursday, insieme ai My Chemical Romance, si sono divisi completamente. La disfatta di tutte queste band e la trasformazione "commerciale" delle precedenti ha portato alcuni siti internet a chiedersi cosa fosse successo alla musica emo.
L'emocore è riuscito a tornare parzialmente alla ribalta grazie a gruppi musicali di successo come A Day to Remember, Alesana, The Almost, Before Their Eyes, Escape the Fate, Eyes Set to Kill, From First to Last, Funeral for a Friend, Further Seems Forever, Saves the Day, Senses Fail, Silverstein, Snow White's Poison Bite, The Get Up Kids, Taking Back Sunday, The Red Jumpsuit Apparatus, The Used e, prima che si sciogliessero, gli Underoath.
Mentre nel mainstream entrava l'emo-pop, in Italia veniva a crearsi la scena core, rimanendo fenomeno di nicchia più legata alle origini del genere e quindi al post-hardcore e allo screamo: supportati da etichette come La Tempesta Dischi e To Lose La Track fanno la loro comparsa band come Fine Before You Came, Gazebo Penguins, La Quiete, The Death of Anna Karina e Raein.

#### Anni 2020: il rinnovamento
Dagli anni 2020 l'emo è tornato nel mainstream in concomitanza con il revival del pop punk e contaminandosi con altri generi, come l'hip hop e l'emo rap.
In questo periodo, per quanto riguarda la musica italiana, la rivista online Rolling Stone Italia e il sito Rockol hanno avvicinato la cantautrice indie Ariete al genere emo-pop.

## Abbigliamento

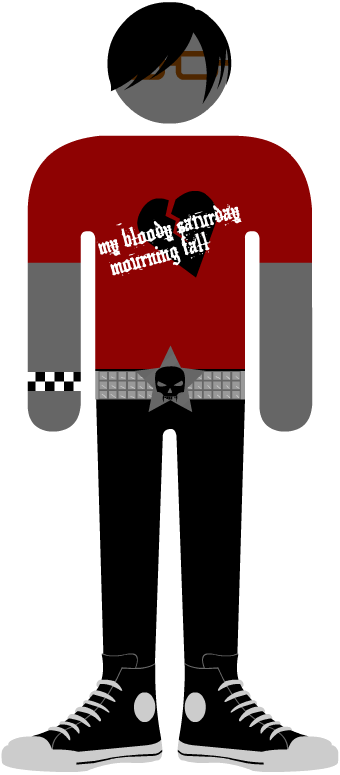
Look caratteristico di un emo

Sia i ragazzi che le ragazze emo usano spesso jeans stretti ed aderenti, hanno una lunga frangia asimmetrica in testa e gli occhi truccati di nero. Sono frequenti t-shirt aderenti raffiguranti le band preferite, cintura con le borchie colorate con tonalità accese, scarpe da skater o in generale scarpe nere, Converse o Vans.
L'abbigliamento emo trae le sue radici dalla scena hardcore punk/post-hardcore e straight edge americana degli anni ottanta (proprio dove l'emo in origine era nato), i cui interpreti seguivano l'abbigliamento skater di quel periodo da cui si differenziava perché si basava su indumenti tendenzialmente stretti ed aderenti, tatuaggi, magliette corte e capelli corti o rasati, e anzi non vi era traccia della caratteristica frangia.
Lo stile emo si è quindi distinto dall'originale sia nella musica che nel look, in quanto, sebbene presenti diversi elementi in comune, ha più affinità con la scena pop punk e melodic hardcore americana riconducibile agli anni novanta-duemila. La moda dei "nuovi" emo ha comunque condizionato le tendenze generali, in quanto questi indumenti sono largamente utilizzati e reperibili nei negozi.

### La subcultura emo
L'emo è diventato anche un fenomeno di tendenza fra i giovani, in particolare fra gli adolescenti, il cui elemento fondamentale è il look, già descritto in precedenza, ma che può prendere le caratteristiche di una vera e propria subcultura.
Il fenomeno è diventato talmente diffuso che anche i media più "mainstream" hanno cominciato a parlarne in maniera diffusa.